# Gabriela Suvová
Gabriela Suvová, po mężu Lehká (ur. 8 lutego 1972 w Jabloncu nad Nysą) – czeska biathlonistka reprezentująca również Czechosłowację, brązowa medalistka mistrzostw świata.

## Kariera
W zawodach Pucharu Świata zadebiutowała 19 grudnia 1991 roku w Hochfilzen, zajmując 29. miejsce w biegu indywidualnym. Pierwsze punkty (do sezonu 2000/2001 punktowało 25. najlepszych zawodników) zdobyła dwa dni później w tej samej miejscowości, gdzie w sprincie zajęła 14. miejsce. Jedyny raz na podium indywidualnych zawodów tego cyklu stanęła 16 stycznia 1992 roku w Ruhpolding, kończąc rywalizację w biegu indywidualnym na drugiej pozycji. W zawodach tych rozdzieliła dwie Niemki: Uschi Disl i Antje Harvey. Najlepsze wyniki osiągnęła w sezonie 1992/1993, kiedy zajęła 20. miejsce w klasyfikacji generalnej.
Podczas mistrzostw świata w Nowosybirsku w 1992 roku wspólnie z Evą Hákovą, Janą Kulhavą i Jiřiną Adamičkovą zdobyła brązowy medal w biegu drużynowym. Był to jej jedyny start w zawodach tego cyklu. W 1992 roku wystartowała na igrzyskach olimpijskich w Albertville, zajmując 56. miejsce w biegu indywidualnym, 18. w sprincie i 8. w sztafecie. Brała również udział w igrzyskach w Lillehammer dwa lata później, gdzie w swoim jedynym starcie uplasowała się na 63. pozycji w sprincie.

## Osiągnięcia

### Igrzyska olimpijskie
| Rok  | Miejscowość | Konkurencje | Konkurencje | Konkurencje | Konkurencje | Konkurencje | Konkurencje | Konkurencje |
| Rok  | Miejscowość | IN          | SP          | PU          | MS          | RL          | MR          | SR          |
| ---- | ----------- | ----------- | ----------- | ----------- | ----------- | ----------- | ----------- | ----------- |
| 1992 | Albertville | 56.         | 18.         | nd.         | nd.         | 8.          | nd.         | –           |
| 1994 | Lillehammer | –           | 63.         | nd.         | nd.         | –           | nd.         | –           |

### Mistrzostwa świata
| Rok  | Miejscowość | Konkurencje | Konkurencje | Konkurencje | Konkurencje | Konkurencje | Konkurencje | Konkurencje |
| Rok  | Miejscowość | IN          | SP          | PU          | MS          | RL          | MR          | SR          |
| ---- | ----------- | ----------- | ----------- | ----------- | ----------- | ----------- | ----------- | ----------- |
| 1992 | Nowosybirsk | nd.         | nd.         | nd.         | nd.         | nd.         | nd.         | –           |

### Puchar Świata

#### Miejsca w klasyfikacji generalnej
| Sezon     | Miejsce |
| --------- | ------- |
| 1991/1992 | 68.     |
| 1992/1993 | 20.     |
| 1993/1994 | 42.     |

#### Miejsca na podium w zawodach
| Lp. | Dzień       | Rok  | Miejscowość | Konkurencja                | Lokata | Pudła   | Czas biegu | Strata  | Zwycięzca  |
| --- | ----------- | ---- | ----------- | -------------------------- | ------ | ------- | ---------- | ------- | ---------- |
| 1.  | 16 stycznia | 1992 | Ruhpolding  | Bieg indywidualny na 15 km | 2.     | 0+0+2+2 | 48:14,0    | +1:57,1 | Uschi Disl |